# 布萊恩·菲爾曼
布萊恩·菲爾曼（英語：Brian Pillman，1962年5月22日—1997年10月5日），本名布萊恩·威廉·菲爾曼（Brian William Pillman），是美國已故的職業摔角及美式足球選手。布萊恩·菲爾曼最知名的時候是1990年代於世界摔角聯盟、世界冠軍摔角及極限冠軍摔角。

## 冠軍及成就

### 職業摔角畫報
- PWI Years（個人）-第84名（2003年）[4]

### 世界冠軍摔角
- WCW美國雙打冠軍（英语：WCW United States Tag Team Championship）（一次；與湯姆·禪克（英语：Tom Zenk））[5]
- NWA世界雙打冠軍（一次；與冷石·史蒂夫·奧斯汀）[6]
- WCW輕重量級冠軍（兩次）[7][8]
- WCW世界雙打冠軍（一次；與冷石·史蒂夫·奧斯汀）[9]

### 摔角觀察通訊獎（英语：Wrestling Observer Newsletter awards）
- 五星級賽事（1991年；於2月24日與史汀、瑞克·史坦納（英语：Rick Steiner）及史考特·史坦納（英语：Scott Steiner）對上瑞克·福萊爾、賴瑞·茲比史可（英语：Larry Zbyszko）、巴瑞·溫德姆（英语：Barry Windham）及席德·尤迪）
- 年度最佳宿敵（1997年；與布雷特·哈特、歐文·哈特、英國牛頭犬及吉姆·奈哈德對上冷石·史蒂夫·奧斯汀）
- 最被低估選手（1994年）
- 年度最佳新人（1987年）
- 年度最佳雙打（1993年；與冷石·史蒂夫·奧斯汀）

## 扩展阅读
- Dave Meltzer. . 2001. ISBN 1-55366-085-4.
- Stone Cold Steve Austin; Jim Ross. . Pocket Books. 2003. ISBN 0-7434-7720-0.